# Macon (Illinois)
Macon è un comune degli Stati Uniti d'America, situato in Illinois, nella Contea di Macon.